# Dionysios Skytobrachion
Dionysios Skytobrachion war ein wohl im 3. Jahrhundert v. Chr. in Alexandria wirkender griechischer Rhetor und Mythograph.
In den Scholien zum Werk Argonautika des griechischen Dichters Apollonios von Rhodos werden zwei verschiedene Herkunftsorte für Dionysios Skytobrachion, Mytilene und Milet, angegeben. Dies dürfte auf einem Abschreibfehler beruhen und nicht darauf – wie in der Forschung der zweiten Hälfte des 19. und ersten Hälfte des 20. Jahrhunderts häufig angenommen –, dass Dionysios in Wahrheit aus Mytilene gestammt und einen gleichnamigen Gewährsmann Dionysios aus Milet erfunden habe, um diesen in seinen Werken als angebliche Quelle zitieren zu können. Der unter anderem im byzantinischen Lexikon Suda erwähnte Beiname Skythobrachion (das heißt „Lederarm“) bzw. Skyteus entzieht sich bisher einer Erklärung.
Dionysios verfasste mythographische Romane, worunter sich Trojanische Geschichten und eine Bearbeitung der Argonautensage befanden. Der Umfang des letzteren Werks betrug nach den Angaben der Suda sechs Bücher, laut den Apollonios-Scholien hingegen nur zwei Bücher. Ferner schrieb Dionysios ein Werk, das den in Libyen geborenen Dionysos, die Atlantier und Amazonen behandelte. Diodor zog diese Schrift im dritten Buch seiner Universalgeschichte heran, wie ihm auch Dionysios’ Argonautika als wichtige Quelle für seine eigene Darstellung der Argonautensage (Bibliothḗkē historikḗ  4, 40–55) diente. Die Mythenbehandlung durch Dionysios wies demnach euhemeristische und aitiologische Züge auf. Der Autor setzte außerdem unter anderem die Argonautensage enger mit dem trojanischen Sagenkreis in Beziehung. Zur Kenntnis seines schriftstellerischen Schaffens trugen neben den Exzerpten des Diodor und der Apollonios-Scholien auch Papyrus-Funde bei.

## Edition der Fragmente
- Jeffrey S. Rusten: Dionysius Scytobrachion (= Papyrologica Coloniensia. Band 10). Westdeutscher Verlag, Opladen 1982, ISBN 3-531-09913-2 (griechischer Text mit englischer Übersetzung)
- Felix Jacoby: Die Fragmente der griechischen Historiker (FGrH), Nr. 32.